# Lewis Latimer
Howard Lewis Latimer (Chelsea, 4 settembre 1848 – New York, 11 dicembre 1928) è stato un inventore e scienziato statunitense di origine africana.

## Biografia
Lewis Latimer è nato il 4 settembre 1848 da George e Rebecca Latimer, emigrati in Massachusetts nel 1842. Lewis si iscrisse nella Marina degli Stati Uniti durante la guerra civile, ricevendo una medaglia d'onore il 3 luglio 1865. Dopo il congedo cercò occupazione in tutta Boston, finché non si guadagnò una posizione come faccendiere presso uno studio legale specializzato in marchi e brevetti (la Crosby e Gould), guadagnando 3 dollari a settimana. Dopo aver osservato la capacità di Latimer di delineare disegni di brevetti, finalmente fu promosso alla posizione di disegnatore capo, arrivando a guadagnare 20 dollari a settimana.
Nel 1874, insieme a W.C. Brown, Latimer brevetta il gabinetto per i treni della ferrovia. Due anni più tardi, avrebbe giocato un ruolo fondamentale in una delle invenzioni più importanti del mondo: la lampadina elettrica.
Nel 1876, Latimer fu cercato come disegnatore da un insegnante per i bambini sordi, per redigere il necessario disegno per la domanda di brevetto di un dispositivo di sua invenzione. L'insegnante in questione era Alexander Graham Bell e il dispositivo era il telefono. Latimer lavorò duramente per terminare la domanda, che alfine fu presentata il 14 febbraio del 1876.
Nel 1880, dopo essersi trasferito a Bridgeport (Connecticut), Latimer fu assunto come vice direttore e disegnatore per la Electric Lighting, società di proprietà di Hiram Maxim, principale rivale di Thomas Edison. A quel tempo la lampadina era ancora composta da un bulbo di vetro che circondava un filo di carbonio, generalmente di bambù. Quando il filo bruciava all'interno del bulbo (quasi senza aria all'interno), diventava così caldo da brillare. Maxim desiderava migliorare la lampadina di Edison e si concentrò sulla sua debolezza principale, cioè il fatto che durava solo pochi giorni. L'obiettivo di Latimer era quello d'inventare un bulbo più duraturo, e per far ciò ideò un modo per impedire al carbonio di rompersi, fornendo così una vita molto più lunga al bulbo e rendendo possibile una lampadina elettrica vera e propria.
La capacità di Latimer in materia d'illuminazione elettrica era ben nota e ben presto gli fu chiesto di continuare a migliorare l'illuminazione a incandescenza così come quella ad arco. Alla fine, le città principali iniziarono la pianificazione per l'illuminazione elettrica delle strade: Latimer fu invitato a guidare il gruppo di pianificazione.
Così, l'inventore contribuì a installare i primi impianti elettrici a Philadelphia, New York e Montreal e a supervisionare l'installazione d'illuminazione nelle stazioni ferroviarie, costruzioni di governo e le principali arterie in Canada, New England e Londra.
Nel 1890, essendo stato assunto da Thomas Edison, Latimer iniziò a lavorare nel dipartimento legale della Edison Electric Light Company (oggi conosciuta come la General Electric Company), come capo disegnatore ed esperto brevetti. In questa veste redasse disegni e documenti relativi ai brevetti di Edison, ispezionando le piante alla ricerca di violazioni ai brevetti di Edison, e testimoniò in tribunale per procedere per conto di Edison. Nello stesso anno scrisse il libro più completo al mondo sull'illuminazione elettrica; una descrizione pratica del “sistema Edison".
Lewis è stato nominato uno dei soci fondatori del pioniere Edison, un gruppo distinto di persone ritenuto inventore dell'industria elettrica, continuando a mostrare le sue doti creative negli anni successivi. Nel 1894 inventa un ascensore. L'anno successivo brevetta il bloccaggio rack per cappelli, cappotti e ombrelloni: il dispositivo è stato utilizzato per la detenzione di vestiti in modo sicuro in ristoranti, alberghi e uffici. Seguì una versione migliorata di un sostegno per libri e un metodo per fare camere sanitarie e clima controllato, definito "un apparato per il raffreddamento e disinfezione": praticamente il precursore dell'attuale condizionatore. Il dispositivo fu utilizzato con grande successo negli ospedali, impedendo alla polvere ed alle particelle di circolare nelle stanze dei pazienti e nelle aree pubbliche.
Per tutto il resto della sua vita, Latimer continuò a escogitare modi per migliorare vita pubblica quotidiana, contribuendo anche a migliorare i diritti civili dei cittadini di colore negli Stati Uniti d'America.
Dipinse anche ritratti, scrisse poesie e compose musica per gli amici e la famiglia.
Lewis Latimer morì l'11 dicembre 1928, lasciando dietro di sé un'eredità che gran parte del mondo oggi gli deve.

### Vita privata
Latimer si sposò con Mary Wilson, il 10 dicembre 1873 e in seguito ebbe due figlie, Emma Jeanette (nata il 12 giugno 1883) e Louise Rebecca (nata il 19 aprile 1890). Sua moglie Maria era nata nel Rhode Island.
Fu inserito nella National Inventors Hall of Fame per il suo lavoro sul miglioramento delle tecniche di produzione dei filamenti di carbonio per la fabbricazione delle lampadine.
Fu anche uno dei membri fondatori della New York Unitarian Church di Flushing.
La casa di Latimer venne spostata in un piccolo parco a Flushing e trasformata in un museo, in onore dell'inventore.
Un gruppo di appartamenti a Flushing è stato chiamato "Latimer Gardens".
La scuola sita al 56 di Clinton Hill (Brooklyn) prende il nome da Lewis H. Latimer.

## Brevetti
A Latimer è riconosciuto il brevetto della lampadina moderna e del condizionatore.

## Patents
- (US patent - 147363) "Gabinetti per vagoni ferroviari," (con W.C. Brown), February 10, 1874
- (US patent - 247097) "Lampadina elettrica," (with Nichols, Joseph V.), September 13, 1881
- (US patent - 252386) "Processo di produzione del carbone," January 17, 1882,
- (US patent - 255212) "Supporto globale per lampadine elettriche," (with Tregoning, John), March 21, 1882
- (US patent - 334078) "il condizionatore e la camera iperbarica", January 12, 1886
- (US patent - 557076) "Blocco per capelli, cappotti e ombrelli," March 24, 1896
- (US patent - 968787) "Dispositivo della lampada"(with Brown, Charles W),August 30, 1910